# Dactylolabis (ondergeslacht)
Dactylolabis is een ondergeslacht van het insectengeslacht Dactylolabis binnen de familie steltmuggen (Limoniidae).

## Soorten
- D. (Dactylolabis) adventitia (Alexander, 1942)
- D. (Dactylolabis) anomala (Kuntze, 1913)
- D. (Dactylolabis) carbonaria (Savchenko, 1972)
- D. (Dactylolabis) cingulata (Savchenko, 1978)
- D. (Dactylolabis) confinis (Lackschewitz, 1940)
- D. (Dactylolabis) corsicana (Edwards, 1928)
- D. (Dactylolabis) cubitalis (Osten Sacken, 1869)
- D. (Dactylolabis) degradans (Savchenko, 1978)
- D. (Dactylolabis) denticulata (Bergroth, 1891)
- D. (Dactylolabis) dilatata (Loew, 1856)
- D. (Dactylolabis) dilatatoides (Savchenko, 1978)
- D. (Dactylolabis) diluta (Alexander, 1922)
- D. (Dactylolabis) gracilistylus (Alexander, 1926)
- D. (Dactylolabis) grunini (Savchenko, 1978)
- D. (Dactylolabis) hirtipes (Savchenko, 1978)
- D. (Dactylolabis) hispida (Alexander, 1966)
- D. (Dactylolabis) hortensia (Alexander, 1914)
- D. (Dactylolabis) hudsonica (Alexander, 1931)
- D. (Dactylolabis) imitata (Alexander, 1945)
- D. (Dactylolabis) jonica (Lackschewitz, 1940)
- D. (Dactylolabis) knowltoni (Alexander, 1941)
- D. (Dactylolabis) laticellula (Savchenko, 1978)
- D. (Dactylolabis) longicauda (Alexander, 1922)
- D. (Dactylolabis) luteipyga (Alexander, 1955)
- D. (Dactylolabis) mokanica (Alexander, 1940)
- D. (Dactylolabis) montana (Osten Sacken, 1860)
- D. (Dactylolabis) nitidithorax (Alexander, 1918)
- D. (Dactylolabis) novaezemblae (Alexander, 1925)
- D. (Dactylolabis) nubecula (Kuntze, 1913)
- D. (Dactylolabis) opaca (Savchenko, 1978)
- D. (Dactylolabis) parviloba (Alexander, 1944)
- D. (Dactylolabis) pechlaneri (Mendl, 1976)
- D. (Dactylolabis) pemetica (Alexander, 1936)
- D. (Dactylolabis) postiana (Alexander, 1944)
- D. (Dactylolabis) pteropoecila (Alexander, 1921)
- D. (Dactylolabis) retrograda (Savchenko, 1978)
- D. (Dactylolabis) rhicnoptiloides (Alexander, 1919)
- D. (Dactylolabis) rhodia (Loew, 1869)
- D. (Dactylolabis) satanas (Savchenko, 1971)
- D. (Dactylolabis) sexmaculata (Macquart, 1826)
- D. (Dactylolabis) sohiyi (Byers and Rossman, 2003)
- D. (Dactylolabis) sparsimacula (Alexander, 1942)
- D. (Dactylolabis) subdilatata (Stary, 1969)
- D. (Dactylolabis) supernumeraria (Alexander, 1929)
- D. (Dactylolabis) symplectoidea (Egger, 1863)
- D. (Dactylolabis) transversa (Meigen, 1804)
- D. (Dactylolabis) wodzickii (Nowicki, 1867)